# Habenaria roemeriana
Habenaria roemeriana là một loài thực vật có hoa trong họ Lan. Loài này được T.Durand & Schinz mô tả khoa học đầu tiên năm 1894.